# Галерея Шьярра
Галерея Шьярра, или Шарра (итал. La Galleria Sciarra) — редкий памятник истории и культуры, крытая галерея (пешеходный проход) в Риме между Виа Марко Мингетти и Пьяцца дель Ораторио, в районе Треви. Галерея известна росписями периода модерна. Галерея является частью престижного архитектурного комплекса, который начинается от Банко ди Рома и заканчивается театром Квирино на Виа делле Верджини.

## История
В древности на территории, занимаемой галереей, находился портик Випсания, построенный Випсанией Поллой, сестрой Марка Випсания Агриппы, чья вилла располагалась поблизости.
Галерея была построена между 1885 и 1888 годами как внешний двор старинного дворянского дворца, построенного в конце XVI — начале XVII веков: Паллаццо Шьярра Колонна ди Карбоньяно в период перестройки и модернизации центральных районов Рима. В этот исторический период было проведено несколько реконструкций и построено несколько буржуазных дворцов, поскольку перенос итальянской столицы из Флоренции в Рим ознаменовал плодотворный период преобразований для Вечного города, которому в связи со своей новой ролью потребовалось создать новые, престижные пространства для достойного бюрократического аппарата. В Риме процветала новая коммерческая деятельность, население продолжало расти, а вместе с ним росла и потребность в жилых помещениях. Культурное брожение того времени отражено в богатстве декора и великолепии Галереи, которая демонстрирует новые эстетические ценности зарождающегося «стиля модерн».
Галерея, построенная между 1885 и 1888 годами, изначально в качестве внутреннего двора по заказу князя Маффео Барберини Колонна ди Шьярра, VIII князя Карбоньяно, служила для соединения принадлежавших ему помещений. Дворянин, помимо участия в политической жизни Королевства Италии, в духе времени был также успешным предпринимателем. В галерее Шьярра, помимо его дома, также находилась редакция ежедневной газеты «La Tribuna», а впоследствии и редакция известного литературного журнала Cronaca Bizantina, директором которого был Габриэле Д’Аннунцио.
Проект был поручен архитектору Джулио Де Анджелису, который был приверженцем новой английской архитектуры и использования чугунных конструкций в новых зданиях. Он спроектировал пешеходный двор с четырёхугольным планом, перекрытый стеклянным сводом на железном каркасе, с чугунными колоннами на входах и отсылками к классической культуре. Центральное пространство было расписано Джузеппе Челлини в 1888 году в сотрудничестве с писателем Джулио Сальваторе, который занимался иконографическим сценарием росписей. Декор в стиле «либерти» (итальянского модерна) выполнен в технике энкаустики.
Росписи посвящены теме «Прославления женщины» и героиням, олицетворяющим женские добродетели: «Скромная», «Трезвая», «Сильная», «Смиренная», «Благоразумная», «Терпеливая», «Милая», «Госпожа», «Верная», «Любезная», «Милосердная», «Справедливая». Женщины, изображённые Дж. Челлини как фигуры исключительной грации и элегантности, являются данью уважения матери принца Маффео: на щите входных залов галереи мы видим её инициалы: CSS, Каролина Колонна Шьярра.
В другой повествовательной линии картин мы находим сцены из жизни буржуазии того времени: садоводство, домашний обед, музыкальные упражнения, благотворительные дела и галантные беседы. Предположительно, на этом последнем изображении мужчина, любезно беседующий с дамой, — не кто иной, как Габриэле д’Аннунцио.
В декоре также присутствуют элементы из терракоты, напоминающие древнее этрусское, римское и греческое искусство, с отсылкой к классицизму, который вписывается в современный контекст галереи. При реставрации, проведенной в конце 1970-х годов, в целях безопасности здание было полностью перестроено. Однако живописные украшения и железные конструкции были сохранены.

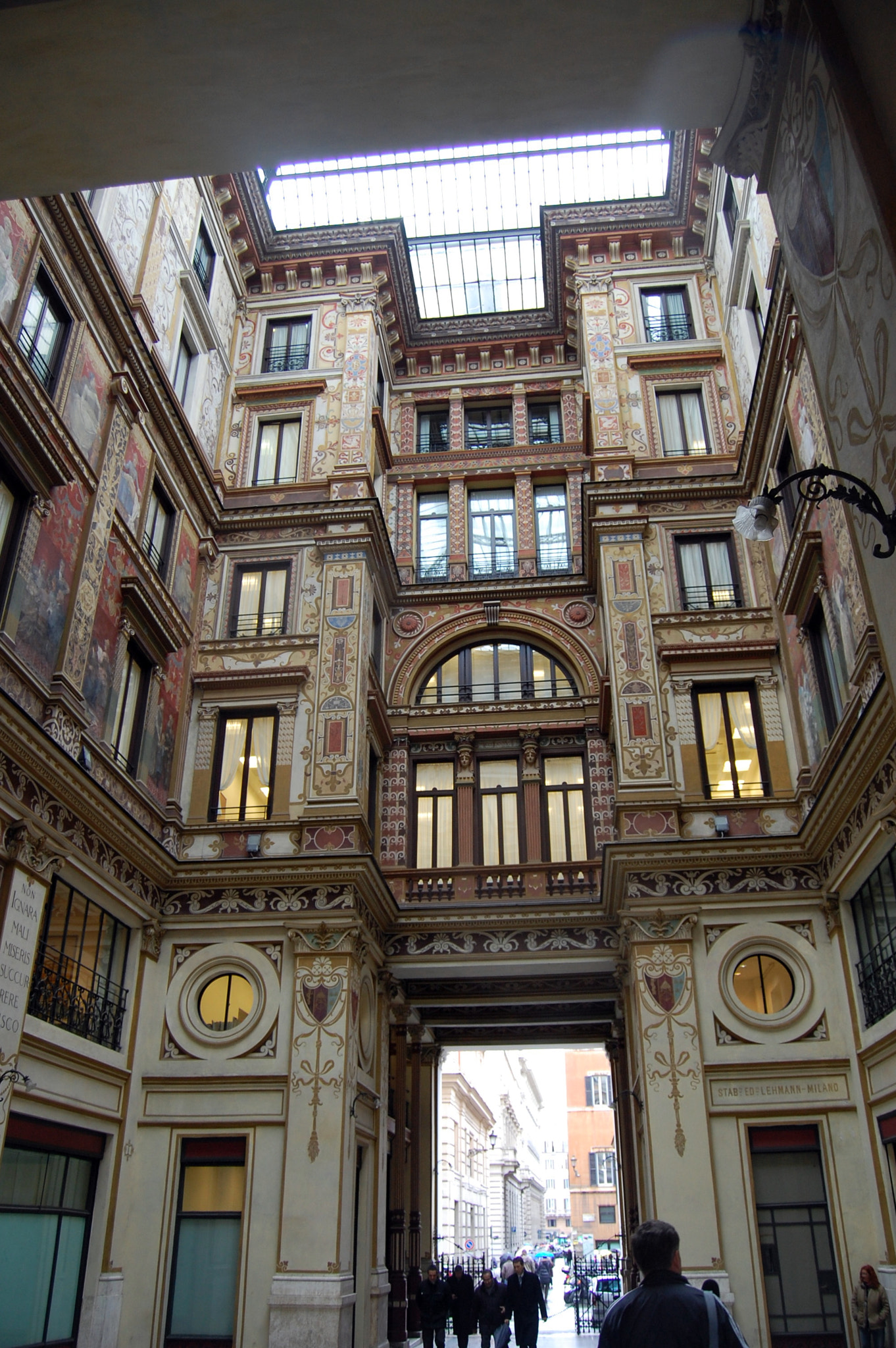
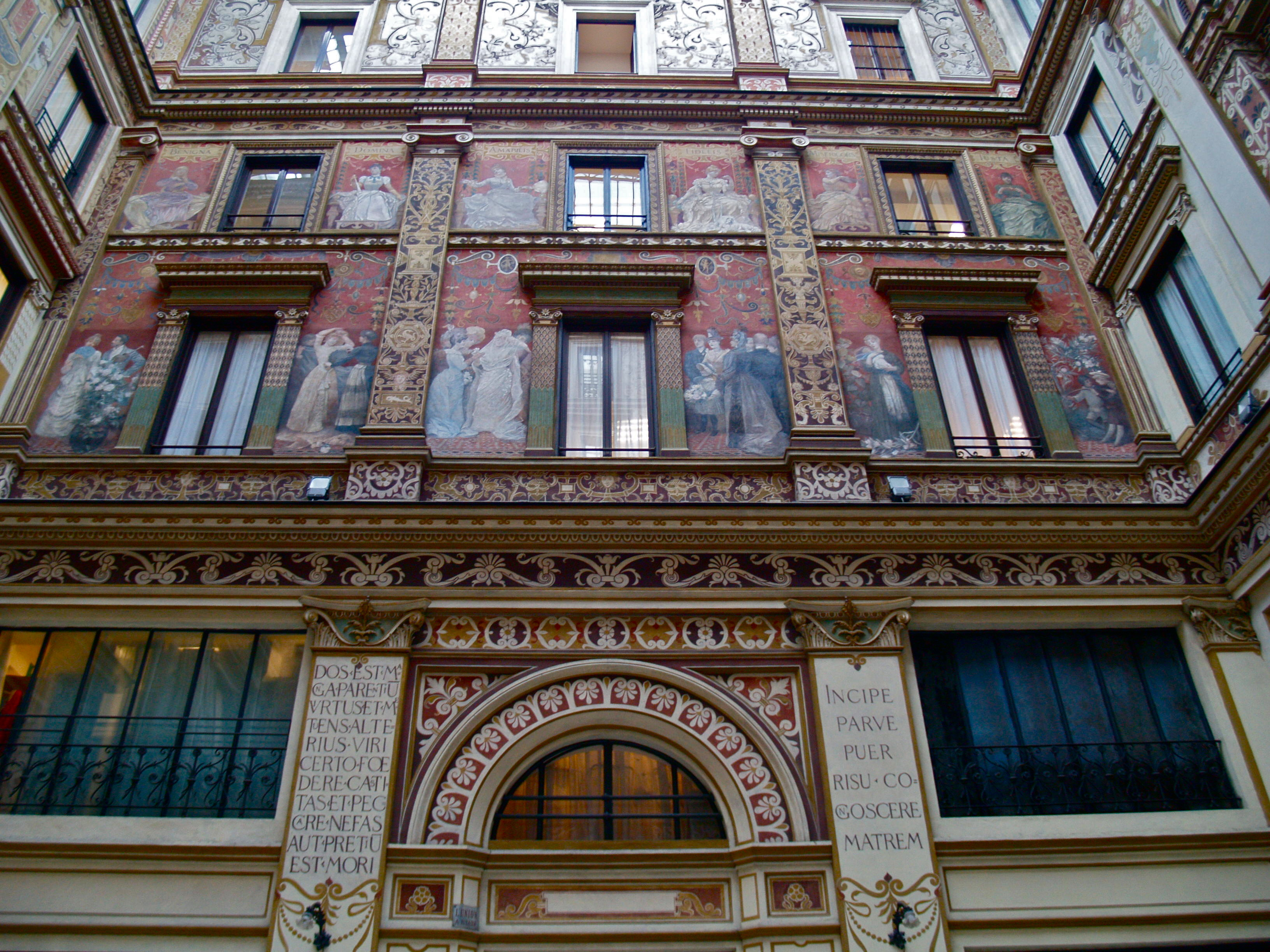
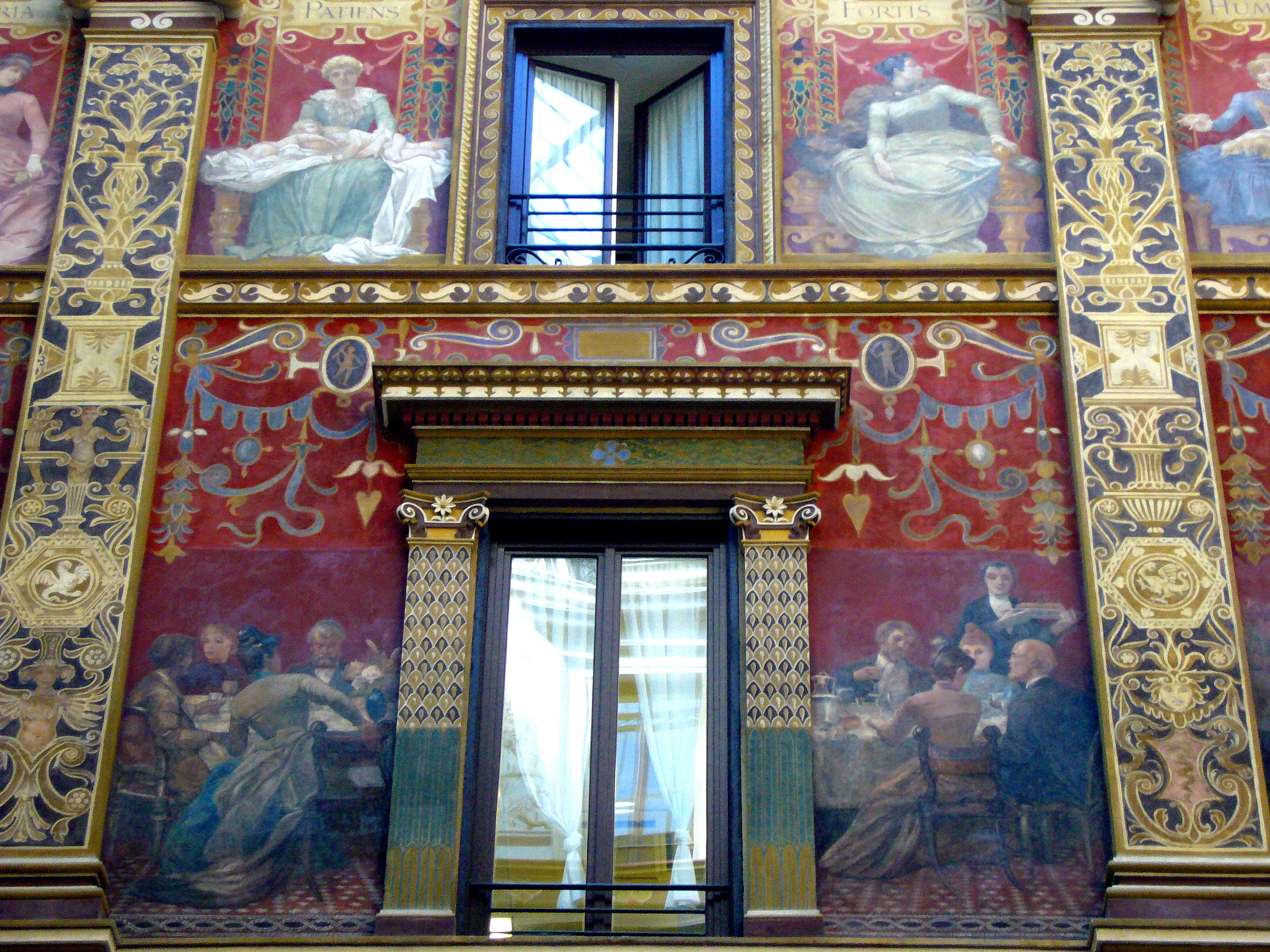
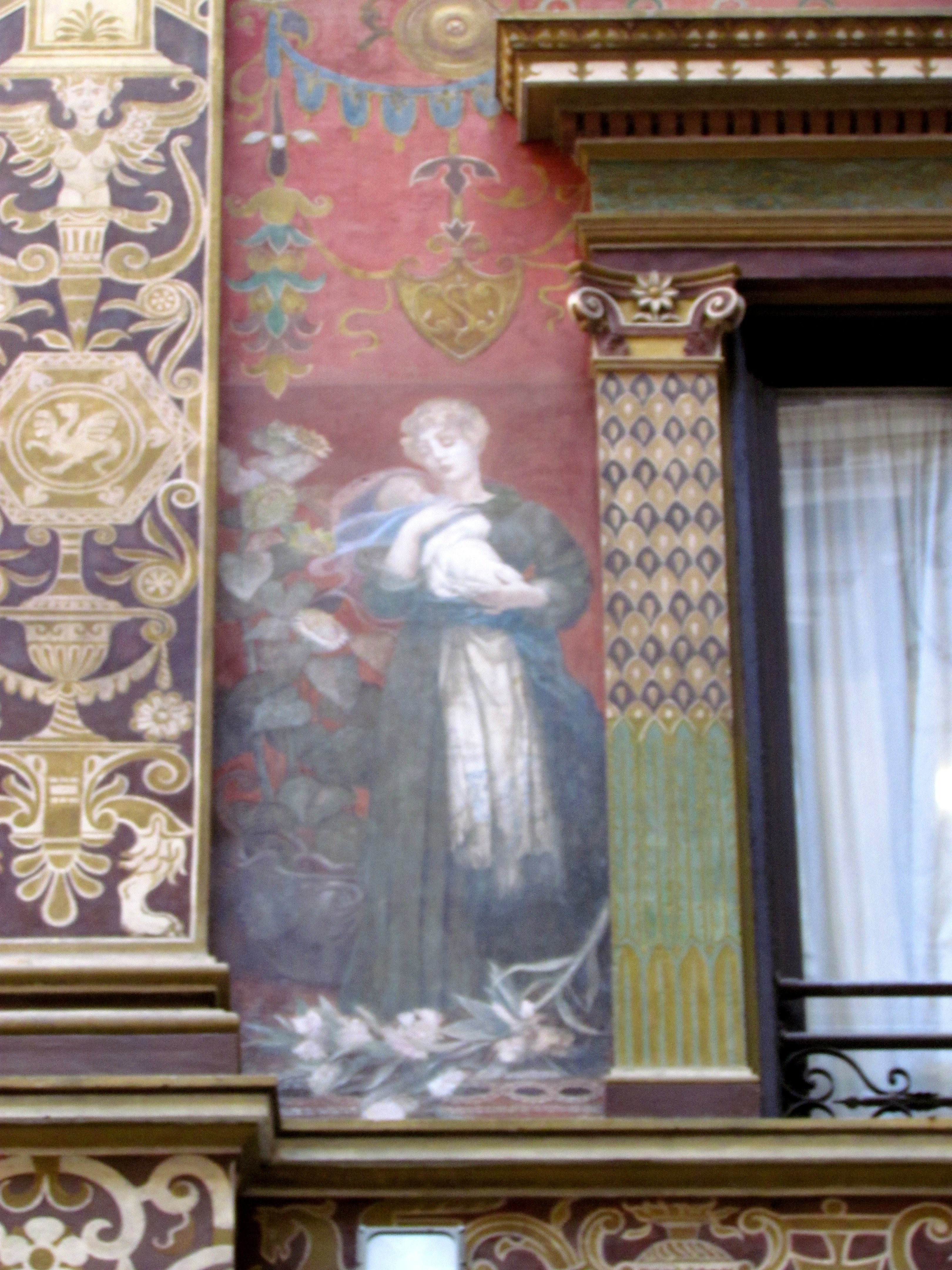
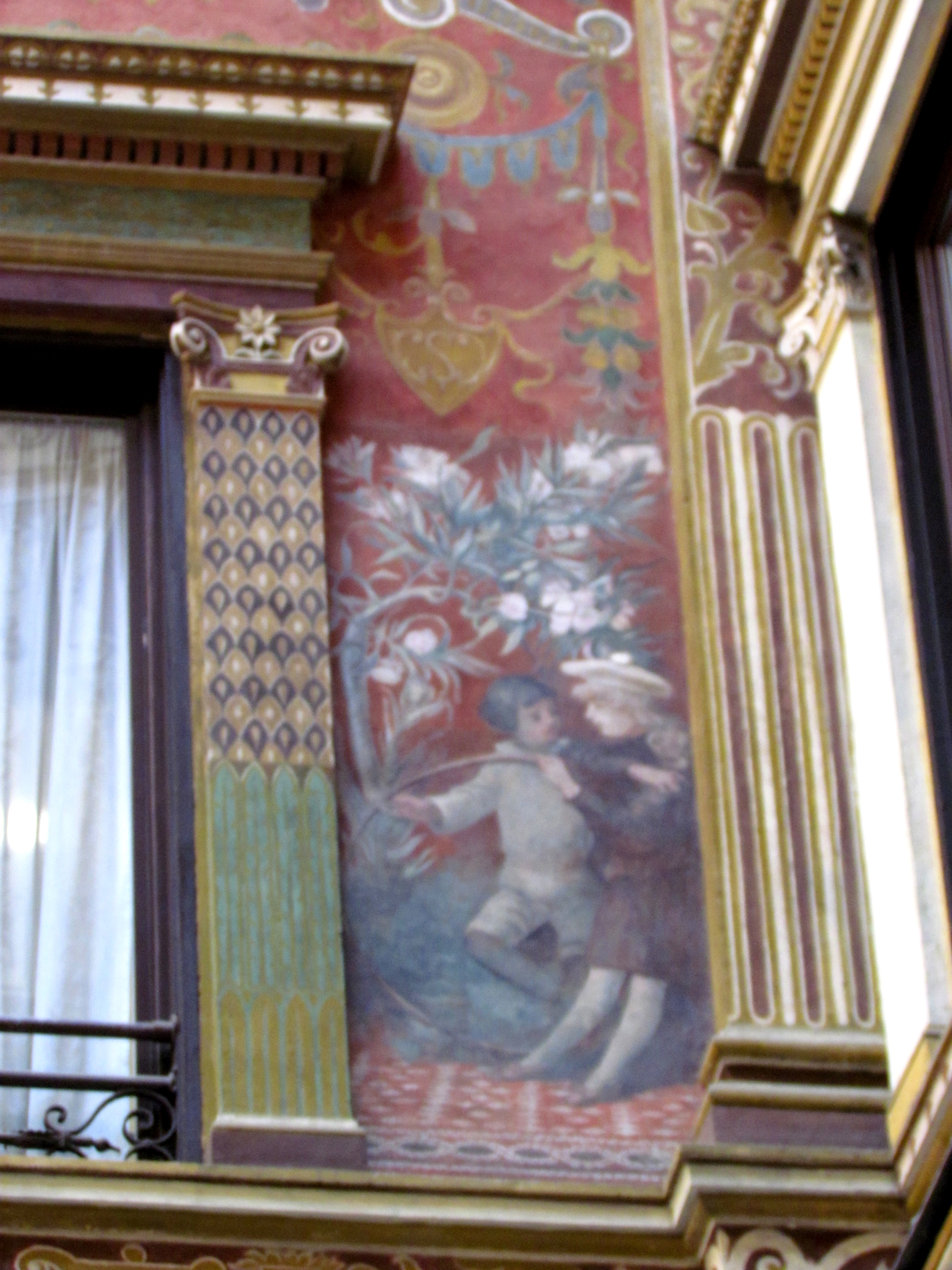
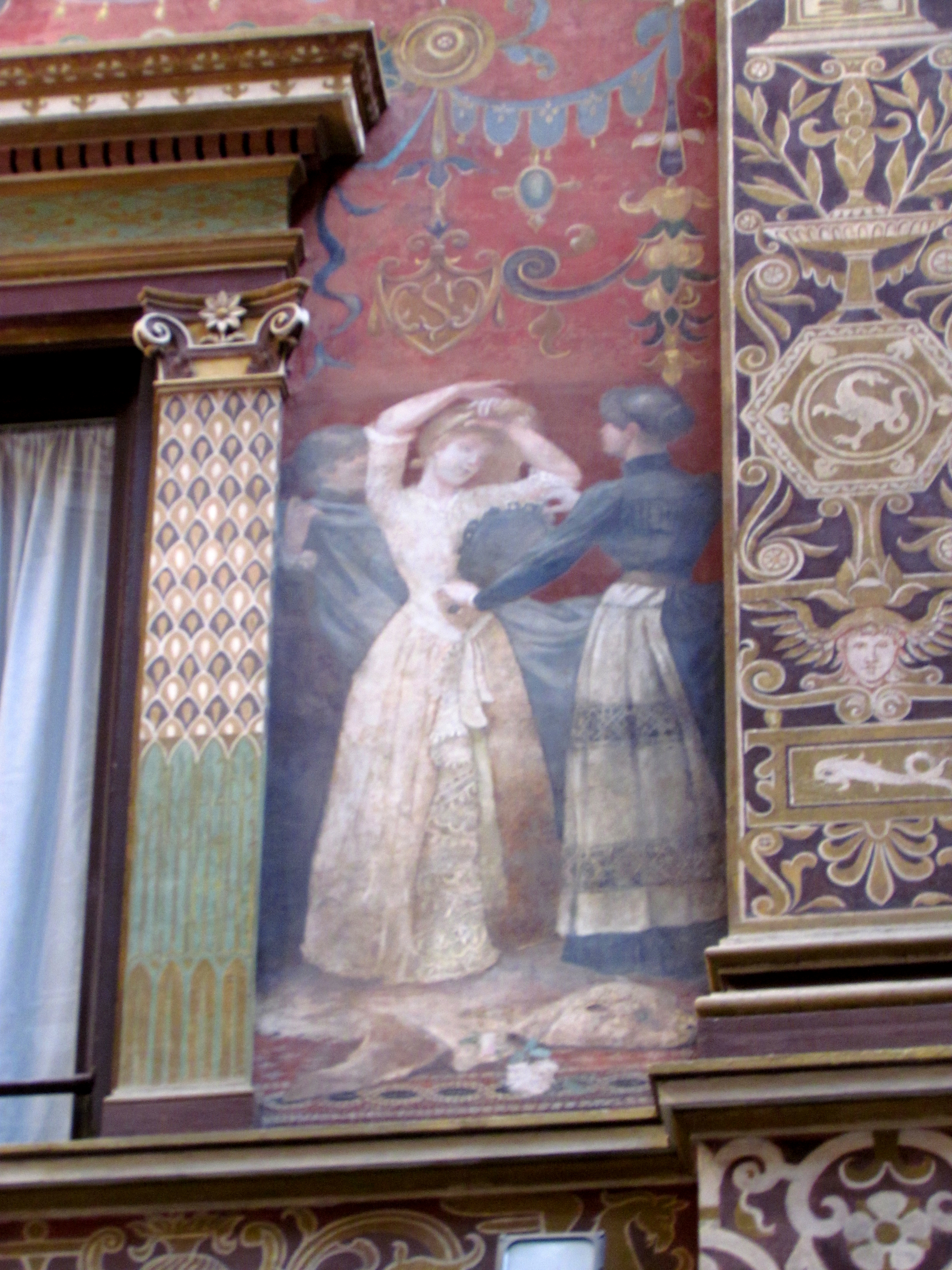
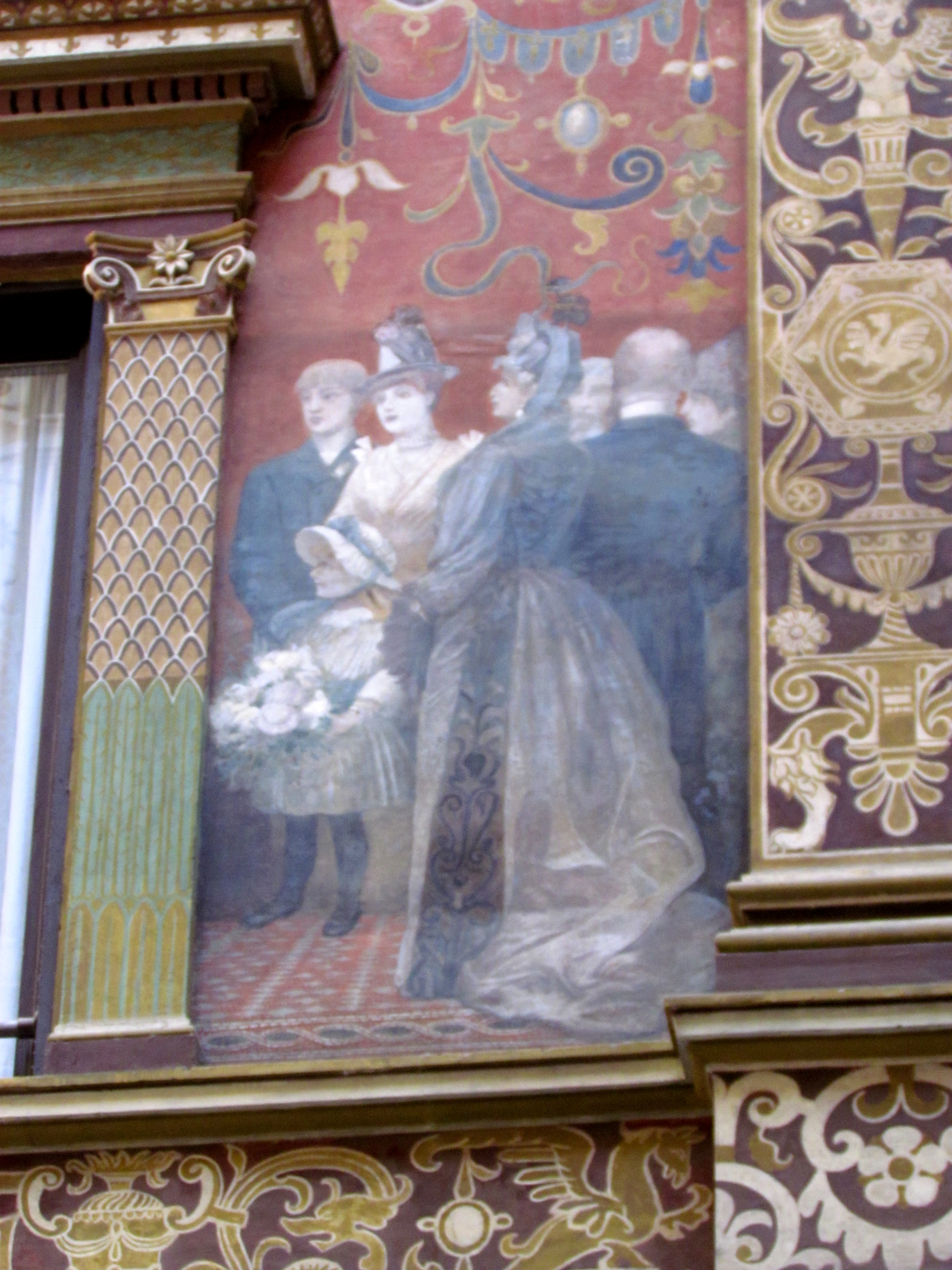
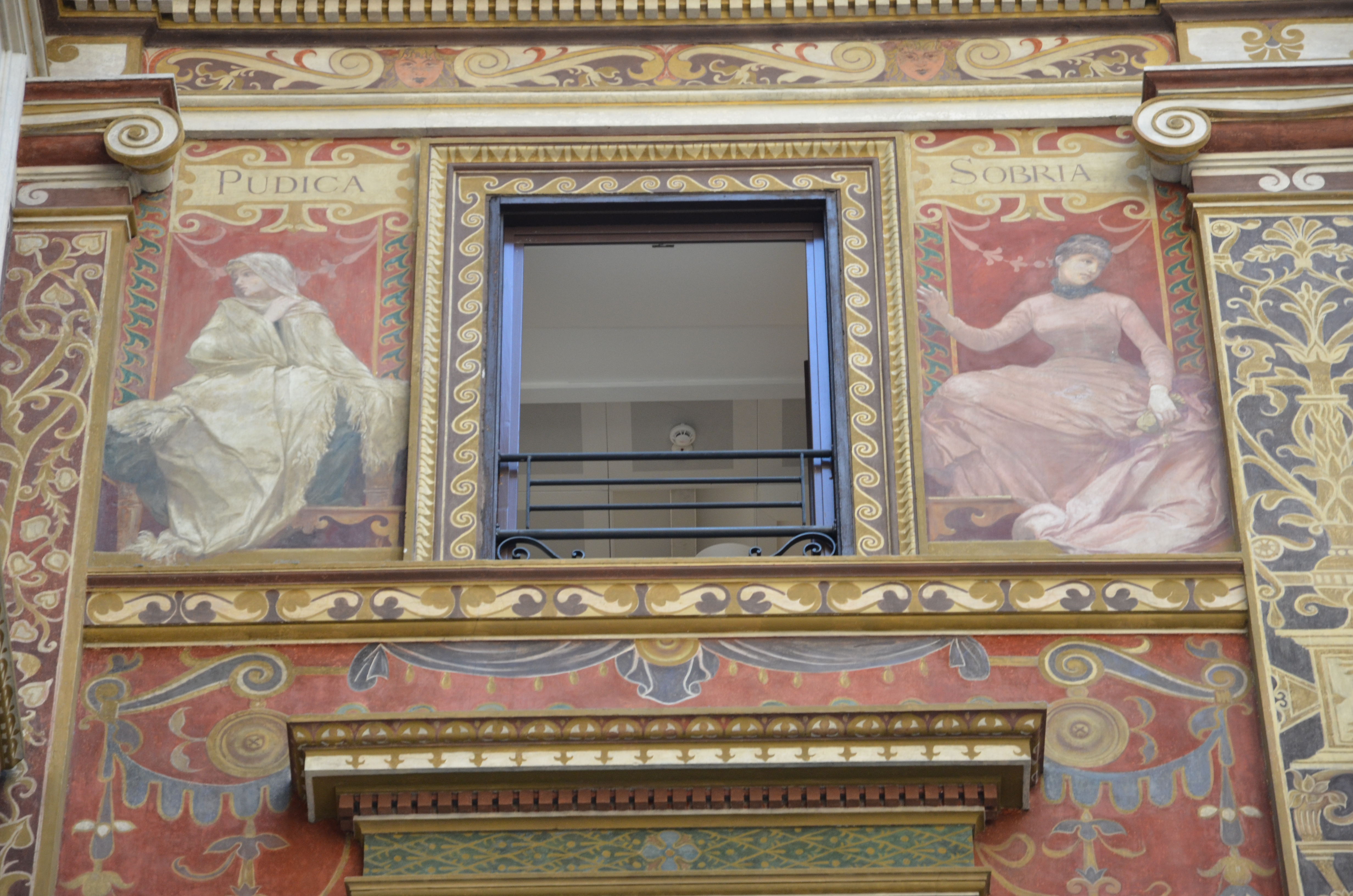